# Zira (Disney)
Pour les articles homonymes, voir Zira.
Zira est un personnage de fiction apparu pour la première fois dans le long-métrage d'animation Le Roi lion 2 : L'Honneur de la Tribu. Cette lionne est la veuve de Scar et est l'antagoniste du film. 

## Description
N'ayant jamais pardonné à Simba d'avoir provoqué la mort de son mari, Zira, haineuse, méchante et endeuillée, ne vit plus que pour la vengeance. Sa haine est telle qu'elle n'hésite pas à jeter son propre fils encore lionceau en pâture à Simba rien que pour le faire renoncer à la punir pour avoir violé les frontières de la Terre des Lions. Exilée avec d'autres lions et lionnes qui avaient jadis juré allégeance à Scar, elle décide d'éduquer Kovu, son fils qui est le fils adoptif de Scar et héritier, dans l'unique but d'infiltrer la Terre des Lions, de tuer Simba et de devenir roi de la Terre des Lions à son tour, plan que Zira a concocté lorsqu'elle apprend que Kovu a tenté d'être ami avec Kiara. Malheureusement, se rapprochant de plus en plus de Kiara, la fille de Simba et Nala, Kovu s'aperçoit qu'il est amoureux de la princesse. Il en oublie bientôt la mission qui lui avait alors été confiée par sa mère, notamment après avoir appris la vérité sur Scar.
Zira tend une embuscade à Simba alors que celui-ci s'était aventuré avec Kovu sur le Territoire des Exilés. Au cours de l'affrontement, Nuka, fils de Zira et de Scar, meurt écrasé par une chute de troncs d'arbres. Tenant Kovu pour responsable de la mort de son demi-frère, Zira griffe son fils adoptif à l'œil gauche, lui laissant une cicatrice semblable à celle de Scar.
Dans l'espoir d'en finir une fois pour toutes avec Simba, Zira lance une grande offensive des Hors-la-loi contre la Terre des Lions. Cependant, Kovu et Kiara s'interposent pour raisonner leurs tribus respectives. Tous abandonnent le combat, à l'exception de Zira, décidée à tuer celui qui lui a fait perdre tour à tour son mari et son fils. Kiara prévient l'attaque et bouscule Zira. Les deux lionnes tombent presque d'une falaise surplombant une rivière tumulteuse et se rattrapent in extremis contre la paroi. Zira, refusant l'aide de la princesse, chute et se noie dans les flots.
Son nom signifie « haine » en swahili.

### Garde du Roi Lion
Zira, ses enfants et les Hors-la-loi font leur retour comme Guest-star dans la série La Garde du Roi Lion de 2016, se déroulant après la première rencontre de Kovu et Kiara mais avant qu'elle n'envoie Kovu sur la Terre des Lions.
Zira et ses Hors-la-loi volent le territoire d'un clan de Hyènes. Une des Hyènes nommée Jasiri part demander de l'aide à son ami Kion, le deuxième enfant de Simba et chef de la Garde du Roi Lion comme son grand oncle Scar en son temps. Lorsque Zira apprit que Kion était le fils de Simba, elle tenta de le duper grâce à ses connaissances sur le pouvoir de Kion qu'elle a appris de Scar pendant son règne.
Le drame de fond de Zira y est expliqué : après la mort de Scar, elle se rebella contre Simba mais fut vaincue par lui, et elle fut bannie sur les Terres Interdites avec ses enfants et ceux qui étaient de son côté.
On apprend aussi qu'elle méprise ouvertement les Hyènes.

## Interprètes
- Voix originale : Suzanne Pleshette
- Voix allemande : Cornelia Froboess
- Voix brésilienne : Selma Lopes
- Voix finnoise : Ulla Tapaninen
- Voix française : Élisabeth Wiener
- Voix hongroise : Erzsébet Kútvölgyi
- Voix italienne : Paola Tedesco
- Voix japonaise : Akiko Nakamura
- Voix polonaise : Elżbieta Bielska
- Voix portugaise : Luísa Salgueiro
- Voix québécoise : Carole Chatel
- Voix Arabe : هالة فاخر Hala Fakher

## Chansons interprétées par Zira
Mon chant d'espoir (My Lullaby) ou Ma berceuse au Québec avec Nuka et Vitani enfant